# Monestir de Sant Esteve de Banyoles
Monestir de Sant Esteve de Banyoles és una obra de Banyoles (Pla de l'Estany) declarada bé cultural d'interès nacional. Es pot considerar una de les primeres fundacions monàstiques benedictines a Catalunya i és considerat el bressol de la ciutat de Banyoles.

## Descripció
El monestir de Sant Esteve de Banyoles, situat en un extrem de la població, és d'una gran sobrietat arquitectònica i manifesta una diversitat d'estils fruit de les diverses reedificacions. L'església és un edifici neoclàssic d'una nau amb capelles laterals i tres absis, de grans dimensions. La façana principal és d'una gran austeritat, trencada només per la portada d'estil gòtic tardà (1530), subsistent de l'edificació anterior. Adossat a la façana hi ha el campanar de torre, bastit el 1692, de base quadrada i coronament octogonal, amb finestres d'arc apuntat, que culmina amb una balustrada i una petita cúpula aixecada el 1743.
L'interior, d'estil neoclàssic, guarda el retaule gòtic de la Mare de Déu de l'Escala, obrat per Joan Antigó entre 1437 i 1439, i que actualment presideix l'altar major. A la capella de Sant Martirià es conserva l'arqueta gòtica amb les relíquies d'aquest sant (1453), obra segons sembla de l'orfebre gironí Francesc Artau, de la qual foren robades sis escultures l'any 1979. Als peus de la nau hi ha un ampli cor que allotja un monumental orgue (1758).
L'actual església de Sant Esteve fou iniciada en 1702 sota la direcció d'Agustí Soriano que també dirigia les obres de la Catedral de Girona, i realitzada per Salvador Sobreroca de Vallfogona. És, en el seu interior, d'estil neoclàssic (finalitzada en el 1740); el presbiteri va ser ideat per l'arquitecte barceloní Mariano Vallescà. D'una sola nau que finalitza en un triple absis, de proporcions no gaire afortunades d'acord amb l'amplària de la nau central, presenta grans pilastres separant la nau de les capelles laterals, disposades tangencialment al sentit longitudinal de la nau central. Els peus de la nau estan coberts amb un ampli cor on s'hi troba un monumental orgue del segle xviii. El seu aspecte exterior (fruit de diverses restauracions) és d'una façana coberta amb parament sobreposat a l'antiga construcció romànica, amb òcul centrat (esqueixat) i teulat a dos aigües amb el carener perpendicular a la façana. Adossat a la crugia lateral dreta, mirant a occident, s'hi veu el campanar vuitavat amb escala helicoidal, obra del mestre Joan Cisterna. Centrant la façana s'hi pot veure la gran portalada d'estil gòtic tardà, també sobreposada a la façana, flanquejada per dos visibles lletres C i D que la llegenda ha volgut explicar com les inicials que fan referència a l'emperador de França Carles el Calb. En la crugia de l'esquerra s'observa, practicada en la façana, una obertura en forma d'òcul, amb la intenció de proporcionar llum a una de les capelles laterals.
A la dreta del creuer hi ha una porta, construïda el 1764, al mateix temps de la sagristia, amb qui estableix comunicació. Feta de plafons de noguera, amb emmarcament de grans lloses d'alabastre. Malgrat presentar un emmarcament rectangular, propi del neoclàssic, la porta en si reuneix més aspectes característics de la tipologia renaixentista, plafons que guarden la simetria en sentit horitzontal però que mantenen una alternança de formes en sentit vertical. Per sobre de la llinda i sobreposat al mur, s'observa un relleu en forma de pinyó, amb ornamentació de volutes i arabescos de caràcter abarrocat.
La portada principal de l'església del monestir, tot i que vol donar una entrada magnificent, es troba en un total desacord amb l'estructura general de l'edifici. La portada "monumental" que emmarca l'ingrés a l'església es troba adossada al bell mig de la façana. A la part superior, el timpà es troba configurat per cinc arcs apuntats concèntrics, coberts per un gablet de molt senzilla factura i ornamentada amb motius florals -frona- i rematat per un floró. Tot el seguit de la porta es troba emmarcada per un treball de petites i primes columnes en degradació fins a la llinda, i amb senzills motius ornamentals a la part inferior i superior, un acabament en pinacles remata el conjunt. Es té notícia que en timpà hi havia inscrites unes escultures d'alabastre de Sant Benet, Sant Esteve i Sant Martirià.
El campanar té quatre cossos. El primer és quadrat, restes de l'antiga torre -campanar, i l'aparell és de pedra de Banyoles ben treballada. Decoració de boles sobre un suport tronco-piramidal en els vèrtex respectius. A partir d'aquesta estructura, el segon cos esdevé copiramidal, en els vèrtex respectius. A partir d'aquesta estructura, el segon cos esdevé octogonal. L'aparell és de carreus ben treballats i de pedra d'Espolla. A un dels costats de l'octògon, el que dona ala façana i Plaça del monestir, hi veiem adossat l'escut de Sant Benet (distintiu oval amb la creu al bell mig). El tercer cos ha rebut el mateix tractament d'aparellatge que el segon (són arcs apuntats). Corona aquest cos una balustrada de pedra. El cim es troba conformat per una peita cúpula, també foradada per arcs.
Les restes de l'antiga construcció romànica del Monestir són arcuacions llombardes que es troben inscrites en l'exterior (paret nord) del Temple del Monestir. La seva presència dona fe de l'antiga construcció dintre de la tipologia arquitectònica de l'estil romànic català, del segle xi, on era corrent adossar a l'edifici petites arcuacions cegues a mode d'ornamentació, generalment sota taulat o sota motllures que adonaven reforç a l'últim tram de mur. És evident que la nova arquitectura gòtica, ha guanyat alçada per sobre de l'antiga construcció romànica, com s'aprecia a la vista de les restes que encara hi perduren.
Construït des dels seus inicis amb la idea de conferir al conjunt (cenobi) la impressió òptica de castell o fortalesa, tant el complexa monacal, com el temple, foren cenyits d'un mur exterior flanquejat de torres, un petit tros de mur format per grans sillars i un tros de parament en "opus spicatum", es pot apreciar encara en el mur orientat al sud.
El claustre actual ocupa el mateix indret de l'antic claustre romànic (inaugurat l'any 1086), i el mateix espai, tot i que el claustre romànic tenia forma trapezoïdal, donat que el mur nord confrontava amb l'església i, el claustre hi comunicava a través d'una porta practicada en l'angle Nord-est, en el mateix lloc on avui s'hi veuen adossats en el mur, els relleus de l'anunciació i escuts de l'abat Guillem de Pau. Analitzant els capitells romànics es dedueix que les arcades eren sostingudes per una sola columna (tipologia semblant a Sant Joan de les Abadesses). Són capitells d'estil corinti (seguint les tendències imitatives dels ordres clàssics, imperants a la Catalunya romànica del segle xi, dins d'una via de tradició autòctona i món romà) de formes foliàcies i de perdiu estilitzades. Els àbacs presenten en els seus quatre cantons, petites palmetes d'acurada factura. Eren models molt emprats per a tota la zona, n'hi podem veure de molt semblants a l'església de Porqueres. Tota aquesta estructura fou enderrocada pels terratrèmols del segle xv.
La tipologia del claustre actual forma part de les obres de reedificació i reestructuració de les poques restes de l'antiga església gòtica que s'edificà en el segle xiv, del claustre de la qual, edificat a mitjans de segle, no en queda res. És una obra del segle xviii dintre la tipologia neoclàssica amb la intervenció dels models clàssics renaixentistes. Va ser dissenyat pel mestre Salvador Sobreroca i l'arquitecte Agustí Soriano. S'estén al sud de l'església i s'obre a un jardí central mitjançant 48 arcades de mig punt, presentant, tot ell, un aspecte molt italianitzant. Les columnes es troben estriades en els seus dos terços, l'altre terç és llis. Els capitells són d'estil compost. L'origen de la columna descansa sobre una petita basa que a la vegada es troba sobre el podi seguit que configura el pati. Alternança de pilar de robusta factura entre cada seqüència de dues columnes i les altres respectives arcades. El total de columnes és de 32. La volta del claustre és per aresta.
A la galeria superior veiem com les finestres han estat modificades donat la col·locació de l'ampit.
S'hi conserven nombroses làpides sepulcrals d'època gòtica i posterior.
A la galeria nort hi ha conservat l'escut d'armes del segle xvi. També hi ha l'escut de l'abat Francesc Xatmar.
A l'absis trobem les restes d'un retaule de la Mare de Déu de l'escala del segle xv de Joan Antigó.
Urna ossera de l'abat Bernat de Vallespirans. Es troba recolzada sobre dues mènsules amb els escuts de la família: un blasó creuat amb una banda en sentit diagonal i envoltat de formes de mig cercle. Entre elles hi ha l'epitafi on es descriuen les obres meritoses que elogien la persona del prelat. A sobre una gran làpida ostenta la figura esgrafiada del finat. Sosté a les mans un bàcul i un llibre, símbols de la seva dignitat eclesiàstica i saviesa. Al seus peus se situen dos lleons, símbols de fortalesa. Malgrat que no es conserva cap resta de color en origen la figura del prelat estava policromada.
Urna cinerària. Atribuïda a la família Roca o Sarroca. Situada al costat est del claustre. Es troba recolzada sobre dues mènsules característiques del segle xv amb un cercle lobulat que inscriu l'escut format per tres rocs o torres d'escacs, un motiu molt emprat i de manera variada ha estat alterat donant formes molt diverses com una torre o un castell. El motiu es repeteix als extrems de la làpida que cobreix l'urna on al centre, una inscripció quasi il·legible, diu: " PETRUS DE RUPPE ENFERMER 1302-1317 RAIMUNDUS DE RUPPE 1299-1307.
Làpida funerària de Bernat Descoll. Hi ha tres relleus que representen la Crucifixió al mig i la Visitació, amb l'àngel i Maria representats a banda i banda. Cada escena està emmarcada per una arcuació trilobulada i separada per arcades de mig punt, amb triples columnates i capitells, coronades amb gablets ornamentats amb cresteries de fronda. En els carcanyols hi ha els escuts del castell o de la casa Coll. A sota, hi ha la làpida mortuòria amb la inscripció del monjo sagristà Bernat Descoll, mort el 16 d'agost del 1348.
La tècnica escultòrica no és gaire acurada.
Urna sepulcral de Fra Ponç de Suïlles. El seu escut, una creu espinosa sobre camp llis es troba a les mènsules on es recolza l'urna i en els dos extrems de la làpida, inscrits en cercles lobulats. L'epitafi dona notícia de la seva mort i de la dignitat eclesiàstica del personatge.
Urna sepulcral de l'abat Ramon Descoll. La làpida està adossada al mur. Dividida en dos registres, presenta en la seva part superior tres escuts amb les armes de la família Coll: un àliga, de front, amb les ales esteses. Els escuts se situen sobre florons quatrilobulat inscrits en tres respectius cercles. A sota, separat en dos per una línia transversal, s'hi llegeix l'epitafi dedicat a la seva memòria i la data de la seva mort.
Sepulcre de Guillem de Pau. Obra del segle xvi. El sepulcre de l'abat presenta un alt relleu d'alabastre que presenta tres escenes distribuïdes en dues línies de registre. En el superior hi ha l'escena de l'Anunciació. Al costat dret una seqüència de la representació mostra a la Verge reclinada sobre un oratori, rebent la visita de l'àngel. Cal destacar l'emmarcament de l'escena amb uns cortinatges recollits que omplen l'espai a la dreta, que troben el seu eco en la figura de l'àngel al costat esquerre. Creant una distribució harmoniosa de buits i plens que equilibra la composició. En el registre inferior s'hi representen dos escuts, tallats en pedra, amb un paó, símbol del llinatge del finat Guillem de Pau. El de l'esquerra, de forma romboïdal, està inscrit en una forma decorativa geomètrica d'entrants i sortints presidits per un bàcul, propi de la dignitat d'abat. A l'escut de la dreta, el paó es troba inscrit en un gran blasó característic dels estaments religiosos pel bàcul al centre i el drapejat que penja a banda i banda.

## Història

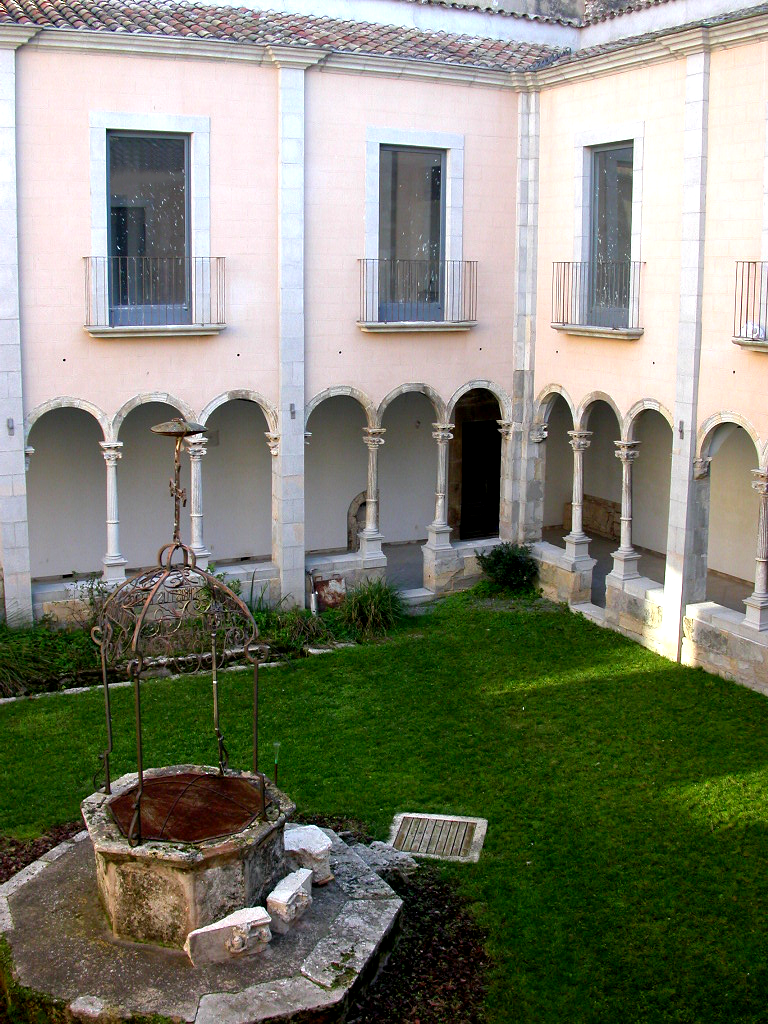
Claustre del Monestir de Sant Esteve

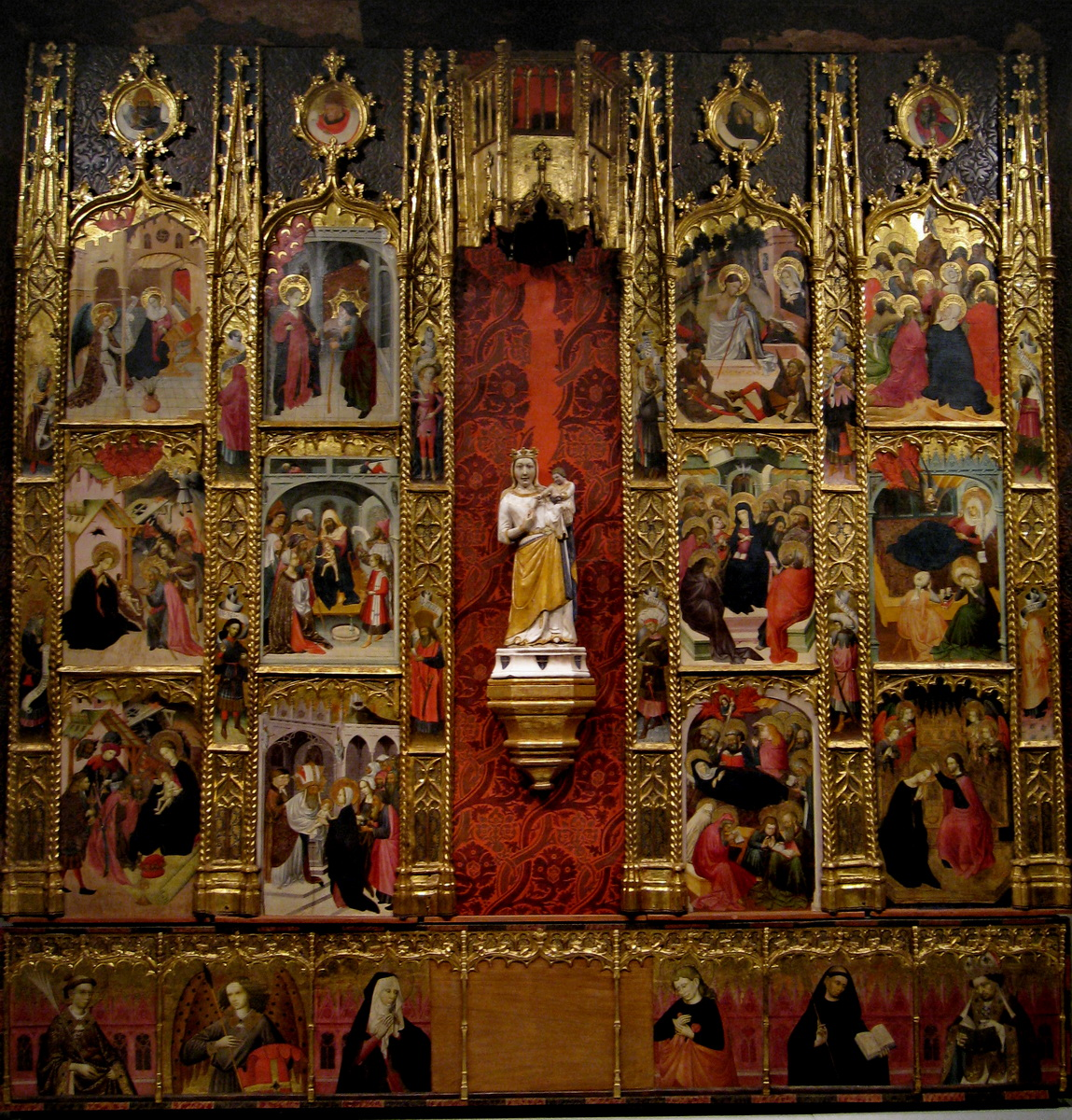
El retaule de la Mare de Déu de l'Escala de Joan Antigó

El monestir de Sant Esteve de Banyoles va donar lloc al naixement del primer nucli medieval de Banyoles, la Vila Vella. El monestir va ser aixecat, entre els anys 812-815, en un lloc erm i deshabitat a poca distància de l'estany de Banyoles en el mateix lloc on ja va existir una esglesiola. La seva creació es realitza dins una política de fundacions monàstiques duta a terme per Carlemany i el seu successor Lluís el Pietós en els seus dominis. Fundat per l'abat Bonit (Bonitus). El monestir fou assaltat i totalment  incendiat vers el 945, per hordes mongols procedents de  l’actual Hongria, si bé fou reconstruït aviat i l'església novament consagrada el 957. L'any 1086 fou consagrada una nova església, fet que palesa la prosperitat del monestir, que perdurà durant l'Edat mitjana. Els terratrèmols de 1427-28 derruïren en bona part l'església romànica, que tot i que fou immediatament reconstruïda, fou enderrocada novament el 1655 per les tropes franceses. L'església actual fou bastida entre 1702 i 1740 per l'arquitecte Agustí Soriano i el mestre d'obres Salvador Sobreroca de Vallfogona. El seu interior fou refet després de la guerra del Francès per Joan Ostench (1812).
La comunitat monàstica subsistí fins a l'exclaustració del 1835. Les diverses dependències que envolten el claustre restaren abandonades, fins que el 1863 foren convertides en casa missió del bisbat de Girona.
El 1977 l'interior de l'església fou parcialment restaurat. Unes excavacions al presbiteri posaren al descobert la planta dels absis semicirculars de les esglésies preromànica i romànica.
El primer temple correspon (segle ix) el període preromànic i era de planta rectangular amb coberta de fusta i sense ornamentació; destruïda al segle següent. La descripció de l'església en el segle x -amb consagració del 957 per l'abat Acfredo-, presenta un edifici de cal i de pedra amb volta de canó, de quina obra se'n fan elogis per la seva novetat arquitectònica (vegeu acta de consagració). Segons Puig i Cadafalch es tracta de l'aplicació a Catalunya i en l'arquitectura religiosa de la primera volta de canó, abans, fins i tot, que la de Ripoll (957), de pedra. En el segle xi, primer terç, s'inicia la restauració sobre la base d'una basílica de tres naus amb l'altar major de "Jaspi de Gènova", i amb columnata al presbiteri i torre-campanar de diferents nivells (vegeu acta de consagració de 1086). D'aquesta edificació sols en resta, com es pot apreciar en l'interior, els vestigis d'una sagetera, al braç dret del creuer, d'on s'exterioritzen algunes arcuacions llombardes i uns quants capitells i impostes que es conserven al Museu d'Arqueològic. Aquest temple romànic fou destruït pels terratrèmols del segle xv. La reconstrucció la inicia de nou l'abat Guillem de Pau. Encara un segle més tard, en el 1530, la façana romànica és substituïda per una altra d'aparell de carreus, sobre la qual s'hi disposà l'actual portalada gòtica. En el. XVII foren volats i assaltats diverses parts de l'església junt amb Monestir i el campanar. Finalment, en el segle xix, després de la Guerra del Francès (1812), s'inicia la darrera reconstrucció i transformació de l'interior de l'església; aquesta fou potada a terme per Joan Ostench, que li conferí un estil neoclàssic tot conservant el caràcter de la façana.
La Portada:
Un segle després de la reconstrucció del temple per culpa dels enderrocaments que havia patit degut als terratrèmols del primer terç del segle xv, és canviada la façana principal de l'església del monestir a la qual s'hi adopta un nou aparell, sobre el qual s'hi disposa la portada magnificent.
De resultes de les conseqüències de l'any 1936 es van destruir les escultures d'alabastre que es trobaven inscrites en el timpà.
L'actual campanar es troba sobre una base quadrada del segle xiii a partir de la qual es va fe una reconstrucció del que fou assaltat i volat en part pels francesos en diferents dades del segle xvii (1622,1653). La reconstrucció es va dur a terme l'any 1692 en que s'inicia l'edificació de forma octogonal i amb una escala helicoïdal, obra del mestre Joan Cisterna. La petita cúpula realitzada ja en el segle xviii (1743), fou obra de Pere Martí.
El primer claustre del Monestir i del qual en tenim notícia fou constituït l'any 1078 i inaugurat l'any 1086, i era d'estil perfectament romànic. En el segle xiv, estant l'església enderrocada del XV també, potser hi havia un claustre en el lloc on es troba avui la Casa Missió. Tanmateix, quan es parla de veritable claustre és cap el 1506 on s'hi practicaven inhumacions. Després de diversos esdeveniments militars, es decideix començar l'obra del claustre actual l'any 1778, sobre el projecte de 1722 del mestre Salvador Sobrerroca i l'arquitecte Agustí Soriano. Fou inaugurat l'any 1783 per l'abat Gregori de Montero i d'Alós.
L'abat de Vallespirans, governà la comunitat benedictina durant tres anys i morí el 29 de desembre de 1333. Fou monjo del monestir des de 1294, prior de Sant Marçal de Montseny del 1294 al 1297. Cambrer i capellà domèstic d'Alfons IV d'Aragó. El 1303, essent ja abat, atorgà la Carta Municipal a la vila, concedint-li així l'autonomia del monestir, fet pel qual hi ha un carrer que porta el seu nom.
L'urna cinerària dels Roca podria pertànyer a Pere de Roca, que feu una donació al monestir, recollida en un document del 9 de març del 1317. La família dels Roca tenia com a símbol heràldic tres rocs sobre camp de gules (color vermell representat gràficament per un ratllat vertical).
La masia Roca es troba a Pujals dels Pagesos.
Làpida funerària de Bernat Descoll. L'autoria se li atribuiria a Pere Oller, escultor gironí que treballà d'aprenent amb Pere Ça Anglada i que inicià la seva obra a finals del segle xiv. Les seves obres es troben a la catedral de Girona, a la de Vic, al Museu de Galligans, a Besalú i al mateix claustre del monestir on també se li atribueix l'autoria de la llosa sepulcral del monjo Pere de Planella amb la que la de Bernat Descoll hi té certs paral·lelismes.
La quantitat d'obres, tant atribuïdes documentalment com per similituds d'estil, l'assenyalen com un escultor de gran activitat i importància, ja que es creu que col·laborà en obres per al Bisbat de Barcelona i al Monestir de Poblet.
Urna sepulcral de Fra Ponç de Suïlles. Fou prior de Santa Maria de Finestres que depenia de Banyoles des de l'any 1096. Va fer donació al monestir de al cèlebre imatge de la Verge de l'Escala, a la peanya de la qual hi ha l'escut de la seva família. Avui es pot contemplar al retaule de l'Escala a l'absis de l'església del monestir.
Ramon Descoll, mort el 14 d'agost de 1430, fou abat del monestir durant set anys i aconseguí el 1334 del rei Alfons IV d'Aragó un diploma a favor del monestir en virtut del qual es prohibia la celebració dels mercats a una llegua de la vila.
Guillem de Pau fou abat del monestir des del 1431 al 1442. Al marge de la seva activitat com abat, participà en molts dels esdeveniments polítics del Principat. Això el portà a viure diferents vicissituds, com fou el seu empresonament al Palau Episcopal de Girona, per traslladar-lo després al Castell de la Bisbal on quedà sota la custòdia del veguer. L'any 1442 retorna al monestir d'on fou expulsat l'any següent per anar a la presó de Girona on acabà la seva vida. Malgrat tot va tenir cura de dur a terme diferents millores de la ciutat i dels seus edificis, com demostra l'ajuda que demanà per a poder reedificar el temple de Santa Maria del Turers l'any 1433, fet que es troba descrit a la inscripció de la font que hi ha davant l'església.
El CRAI Biblioteca de Fons Antic de la Universitat de Barcelona conserva, arran de la desamortització del 1835, diverses obres provinents dels fons del monestir. Així mateix, ha registrat i descrit diversos exemples de les marques de propietat que van identificar el monestir al llarg de la seva existència.

## Obres d'art del monestir
- Retaule de la Mare de Déu de l'Escala, datat a mitjans del segle xv i atribuït al mestre Joan Antigó. Al cos central del retaule, hi ha l'escultura gòtica d'alabastre policromat de la Mare de Déu de l'Escala, del segle xiv.
- Arqueta de Sant Martirià. Es tracta d'una altra peça d'estil gòtic, emblemàtica de la ciutat, considerada un dels elements més remarcables de l'orfebreria gironina. És una peça del segle xv i es tracta del recobriment de plata d'una caixa de fusta de xiprer on hi ha les despulles de Sant Martirià, patró de Banyoles. L'arqueta té forma de temple gòtic i estava envoltada per vint-i-quatre figures del mateix metall. Va ser espoliada el 1980 quan es trobava a la sagristia del Monestir i, en aquests moments, s'està en procés de recuperació de les peces.
- Els capitells romànics. Durant les obres de rehabilitació del claustre, acabades l'any 2003, van aparèixer diferents restes de capitells romànics, valorats com de gran importància patrimonial, datats el segle xi, així com unes pintures policromades d'època tardogòtica (segle xv).
- Orgue del Monestir de Sant Esteve. Situat a sobre el vestíbul de l'església. És d'estil barroc, també del segle xviii.
- Elements lapidaris medievals que actualment es troben dispersos entre el Museu Arqueològic Comarcal de Banyoles i el mateix claustre.
- Col·lecció de pintura, amb obres que daten del segle VI al segle xviii.